# Tidskrift för hemmet
Tidskrift för hemmet (Journal pour la maison ; Home Review en anglais) était un magazine féminin suédois, publié de 1859 à 1885. Il s'agit du premier magazine féminin des pays nordiques et sa création est parfois considérée comme l'acte de fondation du mouvement pour les droits des femmes en Suède.

## Dénominations successives
Il était parfois publié sous le titre Le Journal des femmes suédoises pour la maison (Tidskrift för hemmet tillegnad den svenska qvinnan) et après 1868, sous le nom de Le Journal des femmes nordiques pour la maison (Tidskrift för hemmet tillegnad Nordens qvinnor).

## Histoire
Le Journal pour la maison a été fondé par Sophie Adlersparre et Rosalie Olivecrona à Stockholm en 1859, dans le but de « donner des connaissances et des aperçus aux femmes dans la sphère spirituelle ».
Il traitait des questions relatives aux droits des femmes et à l’égalité entre les genres, telles que l’éducation, les droits de propriété et le statut juridique des femmes. Le magazine contenait également des nouvelles, des roman-feuilletons, des articles de vulgarisation scientifique ou encore des poèmes. En 1886, le magazine fut remplacé par Dagny, le journal de l'Association Fredrika Bremer. Dagny a été rebaptisé Hertha en 1914 d'après le roman de Fredrika Bremer du même nom.